# 立方灣 (阿拉斯加州)
立方灣（英語：Cube Cove）是位於美國阿拉斯加州胡納-安貢人口普查區的一個非建制地區。該地的面積和人口皆未知。

## 地理
立方灣的座標為57°56′12″N 134°43′13″W / 57.93667°N 134.72028°W，而該地的平均海拔高度為151米（即495英尺）。